# Karstologie
 (octobre 2013).
La karstologie est la branche de la géomorphologie étudiant le karst. Le plus grand centre de recherche sur le karst, l'Institut du Karst, se trouve en plein cœur des plateaux du Kras à Postojna en Slovénie. À la karstologie sont notamment associées l'hydrochimie, la pétrologie, l'hydrogéologie, la géologie, la spéléologie (dont la plongée souterraine) et la biospéologie.

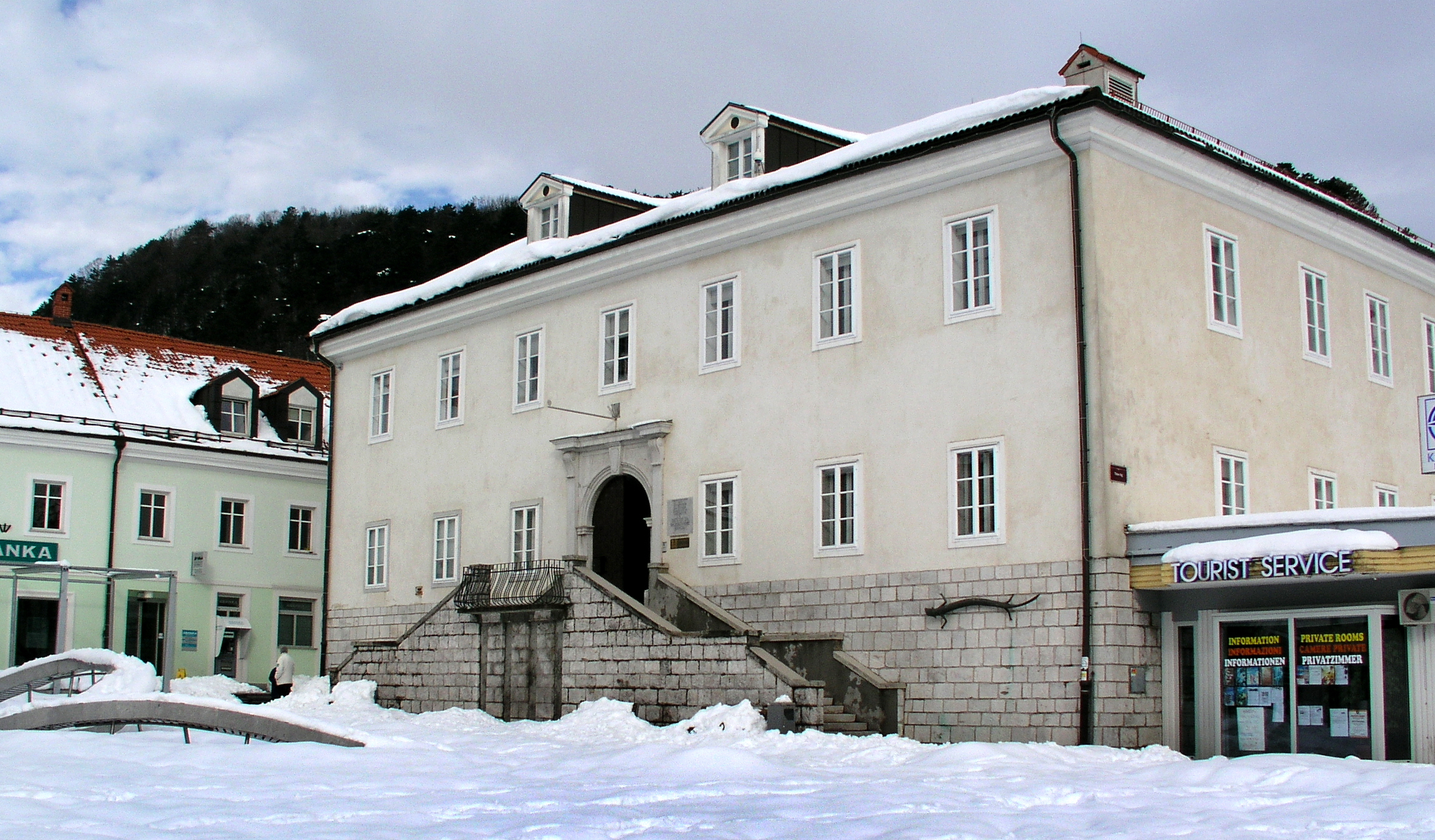
Institut de recherche sur le karst (Inštitut za raziskovanje krasa, IZRK) de Postojna, Slovénie.

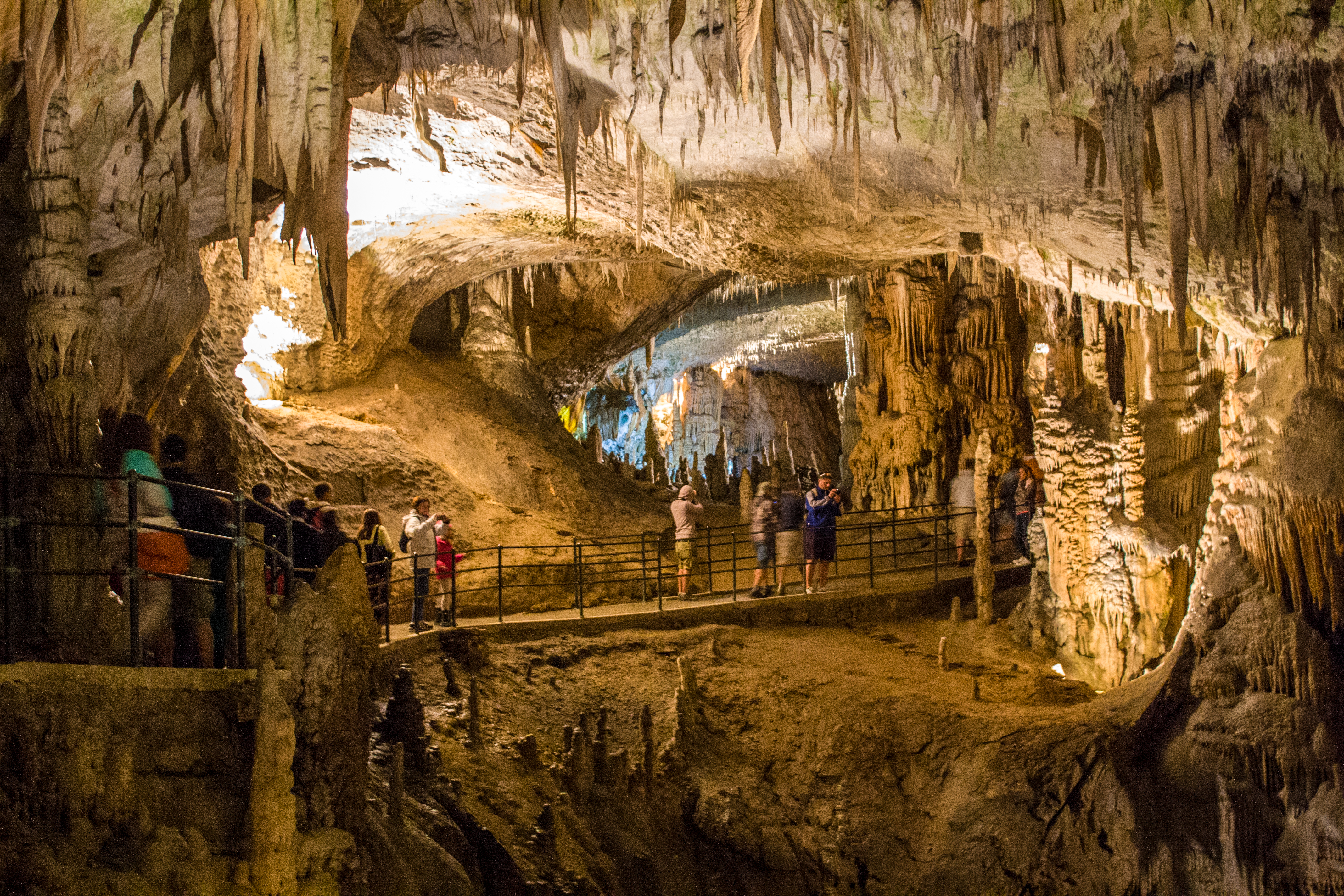
Grotte de Postojna (anciennement grotte d'Adelsberg), Slovénie.

La première description d'une grotte karstique et de son réseau hydrographique est dans un livre écrit en Chine avant 221 av. J.-C. (année de l'unification de la Chine par la dynastie Qin). Selon le géographe chinois Xu Xiake, la première carte dessinée en 168 av. J.-C. représente un karst à tourelles dans la province du Hunan.